# Cuevas Labradas
Pour les articles homonymes, voir Cuevas.
Cuevas Labradas est une commune d’Espagne, dans la province de Teruel, communauté autonome d'Aragon comarque de Teruel.

## Démographie
En 2022, elle comptait 133 habitants sur une superficie de 40,81 km².